# Yūsuke Amano
Yūsuke Amano (jap. 天野 祐介, Amano Yūsuke; * 1981) ist ein japanischer Spieleentwickler.

## Wirken
Als das Videospiel Super Mario Bros. 1985 in Japan herauskam, war Amano vier Jahre alt. Da Nintendo, der Konzern hinter dem Spiel, in seiner Kindheit eine große Rolle spielte, bewarb er sich nach seinem Studienabschluss bei Nintendo. Das Unternehmen nahm Amano an und ordnete ihn dem internen Debugging-Team Mario Club zu. Das erste Spiel mit Amanos Beteiligung war das 2003 erschienen Super Mario Advance 4: Super Mario Bros. 3, zu dessen Entwicklung Amano spät als Debugger hinzustieß. Später wurden für das Spiel zusätzliche Inhalte entwickelt, an denen Amano mitarbeitete.
Anschließend fungierte Amano als Debugger einiger weiterer Nintendo-Spiele. 2006 wurde Amano der Entwicklungsabteilung Nintendo Entertainment Analysis & Development (EAD) als Spieledesigner zugeordnet. Er arbeitete unter Produzent Hiroyuki Kimura für die vierte Gruppe der EAD. Sein erstes für die EAD entwickelte Spiel war Big Brain Academy: Wii Degree, in dem er als Assistant Director involviert war, also als Co-Entwicklungsleiter. Das nächste Spiel der Gruppe wurde New Super Mario Bros. Wii, für das Amano einer der Spieldesigner war. Unmittelbar danach begannen die Arbeiten an Star Fox 64 3D, das die EAD zusammen mit Q-Games entwickelte. Amano, der bereits zuvor Interesse an einem Star-Fox-Spiel gezeigt hatte, koordinierte die Arbeit zwischen den beiden Studios.
Zu dieser Zeit veranstaltete der Nintendo-Chefproduzent Takashi Tezuka die „Mario-Paukschule“, in der jungen Mitarbeitern der EAD Grundlagen der Levelgestaltung eines Super-Mario-Spieles beigebracht wurden. Amano war einer der Teilnehmenden, und aufgrund seiner leitenden Beteiligung an New Super Mario Bros. Wii wurde er zum Director eines neuen 2D-Super-Mario-Spiels ernannt. 2012 erschien dieses Spiel als New Super Mario Bros. 2.

## Ludografie
- Super Mario Advance 4: Super Mario Bros. 3 (Game Boy Advance, 2003) – Special Thanks
- Animal Crossing: Wild World (Nintendo DS, 2005) – Debug
- Dr. Kawashimas Gehirn-Jogging (Nintendo DS, 2005) – Product Testing
- The Legend of Zelda: Four Swords Adventures (GameCube, 2005) – Special Thanks
- Big Brain Academy: Wii Degree (Wii, 2007) – Assistant Director
- New Super Mario Bros. Wii (Wii, 2009) – Planning
- Star Fox 64 3D (3DS, 2011) – Project Coordinator
- New Super Mario Bros. 2 (3DS, 2012) – Director
- Splatoon (Wii U, 2015) – Director